# Chatswood

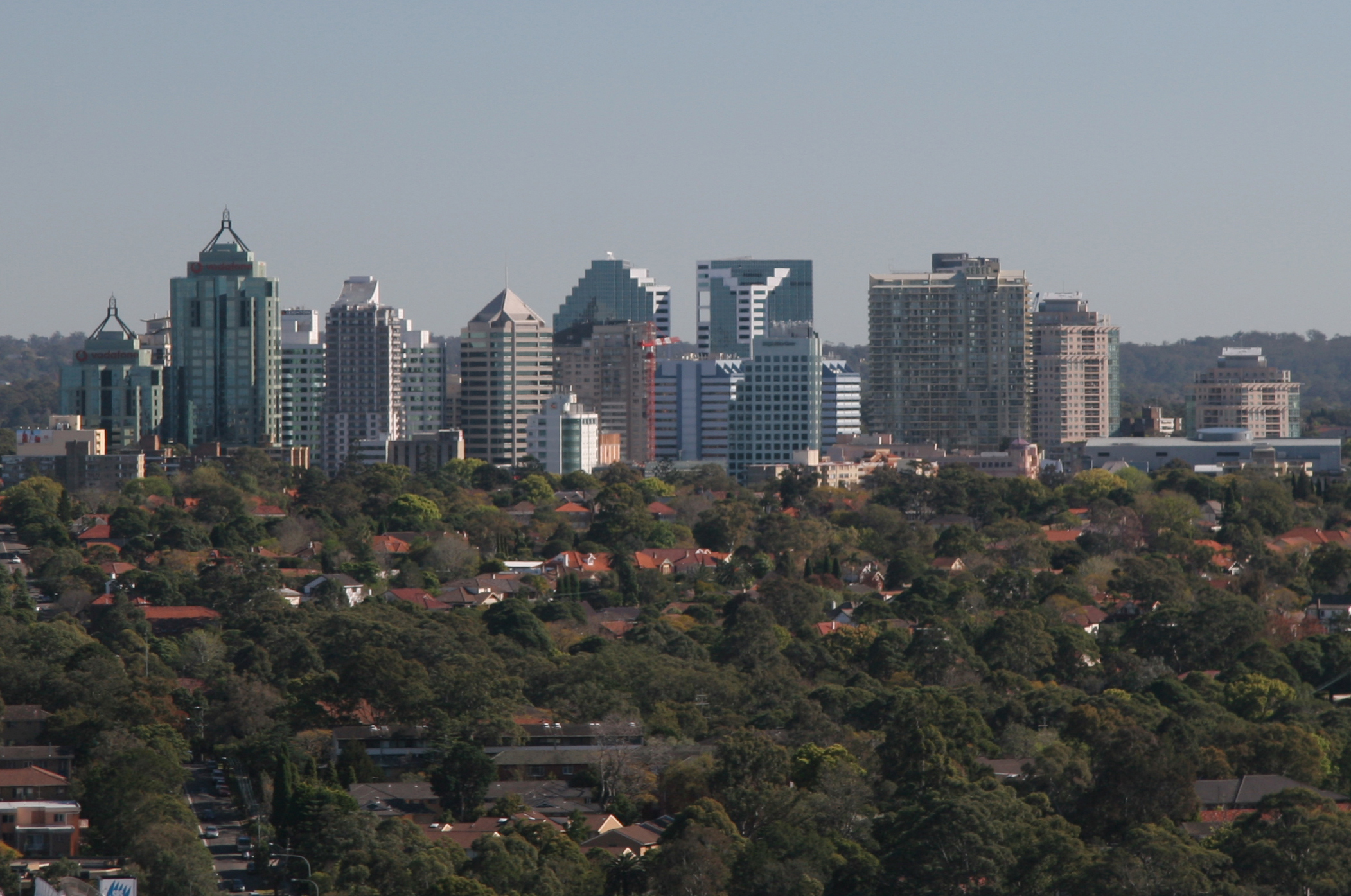
La vista aérea de Chatswood.

Chatswood es un suburbio de Sídney, Australia situado al norte del Centro de Sídney en la Comuna de Willoughby. Está conectado con el Centro de Sídney con un tren. Es un suburbio de 11 684 habitantes.
- Datos: Q5087800
- Multimedia: Chatswood, New South Wales / Q5087800